# Scotty Bowman
William Scott „Scotty“ Bowman (*18. září 1933, Montreal, Kanada) je bývalý hokejový trenér, nejúspěšnější kouč historie NHL. Vyhrál rekordních devět Stanley Cupů.
Působil v St. Louis Blues, Montrealu Canadiens, Buffalu Sabres, Pittsburghu Penguins  a Detroitu Red Wings.
Jeho týmy vyhrály celkem 1244 zápasů v základní části NHL a 233 v playoff.
Nejúspěšnější byl s Montrealem, s nímž vyhrál pětkrát Stanley Cup, a to v roce 1973 a čtyřikrát za sebou v letech 1976-1979. Další titul získal v roce 1992 s Pittsburghem a poslední tři s Detroitem v letech 1997, 1998 a 2002. Dvakrát byl vyhlášen nejlepším trenérem NHL a získal Jack Adams Award, byl uveden do hokejové síně slávy.

## Ocenění
- jmenován členem Hokejové síně slávy (1991)

## Klubová působiště
| Sezóna    | Hlavní trenér       | Play off                                                        |
| --------- | ------------------- | --------------------------------------------------------------- |
| 1967/1968 | St. Louis Blues     | Finále (prohra 4:0 na zápasy s Montreal Canadiens)              |
| 1968/1969 | St. Louis Blues     | Finále (prohra 4:0 na zápasy s Montreal Canadiens)              |
| 1969/1970 | St. Louis Blues     | Finále (prohra 4:0 na zápasy s Boston Bruins)                   |
| 1970/1971 | St. Louis Blues     | Čtvrtfinále (prohra 4:1 na zápasy s Minnesota North Stars)      |
| 1971/1972 | Montreal Canadiens  | Čtvrtfinále (prohra 4:2 na zápasy s New York Rangers)           |
| 1972/1973 | Montreal Canadiens  | Finále (výhra 4:2 na zápasy s Chicago Blackhawks)               |
| 1973/1974 | Montreal Canadiens  | Čtvrtfinále (prohra 4:2 na zápasy s New York Rangers)           |
| 1974/1975 | Montreal Canadiens  | Semifinále (prohra 4:2 na zápasy s Buffalo Sabres)              |
| 1975/1976 | Montreal Canadiens  | Finále (výhra 4:0 na zápasy s Philadelphia Flyers)              |
| 1976/1977 | Montreal Canadiens  | Finále (výhra 4:0 na zápasy s Boston Bruins)                    |
| 1977/1978 | Montreal Canadiens  | Finále (výhra 4:2 na zápasy s Boston Bruins)                    |
| 1978/1979 | Montreal Canadiens  | Finále (výhra 4:1 na zápasy s New York Rangers)                 |
| 1979/1980 | Buffalo Sabres      | Semifinále (prohra 4:2 na zápasy s New York Islanders)          |
| 1980/1981 | Buffalo Sabres      | Čtvrtfinále (prohra 4:1 na zápasy s Minnesota North Stars)      |
| 1981/1982 | Buffalo Sabres      | Semifinále divize (prohra 3:1 na zápasy s Boston Bruins)        |
| 1982/1983 | Buffalo Sabres      | Finále divize (prohra 4:3 na zápasy s Boston Bruins)            |
| 1983/1984 | Buffalo Sabres      | Semifinále divize (prohra 3:0 na zápasy s Quebec Nordiques)     |
| 1984/1985 | Buffalo Sabres      | Semifinále divize (prohra 3:2 na zápasy s Quebec Nordiques)     |
| 1985/1986 | Buffalo Sabres      | nepostoupili                                                    |
| 1986/1987 | Buffalo Sabres      | nepostoupili                                                    |
| 1987/1988 | Neaktivní           |                                                                 |
| 1988/1989 | Neaktivní           |                                                                 |
| 1989/1990 | Neaktivní           |                                                                 |
| 1990/1991 | Neaktivní           |                                                                 |
| 1991/1992 | Pittsburgh Penguins | Finále (výhra 4:0 na zápasy s Chicago Blackhawks)               |
| 1992/1993 | Pittsburgh Penguins | Finále divize (prohra 4:3 na zápasy s New York Islanders)       |
| 1993/1994 | Detroit Red Wings   | Čtvrtfinále konference (prohra 4:3 na zápasy s San Jose Sharks) |
| 1994/1995 | Detroit Red Wings   | Finále (prohra 4:0 na zápasy s New Jersey Devils)               |
| 1995/1996 | Detroit Red Wings   | Finále konference (prohra 4:2 na zápasy s Colorado Avalanche)   |

| Sezóna    | Hlavní trenér      | Play off                                                          |
| --------- | ------------------ | ----------------------------------------------------------------- |
| 1996/1997 | Detroit Red Wings  | Finále (výhra 4:0 na zápasy s Philadelphia Flyers)                |
| 1997/1998 | Detroit Red Wings  | Finále (výhra 4:0 na zápasy s Washington Capitals)                |
| 1998/1999 | Detroit Red Wings  | Semifinále konference (prohra 4:2 na zápasy s Colorado Avalanche) |
| 1999/2000 | Detroit Red Wings  | Semifinále konference (prohra 4:1 na zápasy s Colorado Avalanche) |
| 2000/2001 | Detroit Red Wings  | Čtvrtfinále konference (prohra 4:2 na zápasy s Los Angeles Kings) |
| 2001/2002 | Detroit Red Wings  | Finále (výhra 4:1 na zápasy s Carolina Hurricanes)                |
| 2002/2003 | Detroit Red Wings  | Konzultant                                                        |
| 2003/2004 | Detroit Red Wings  | Konzultant                                                        |
| 2004/2005 | Sezóna zrušena     | Sezóna zrušena                                                    |
| 2005/2006 | Detroit Red Wings  | Konzultant                                                        |
| 2006/2007 | Detroit Red Wings  | Konzultant                                                        |
| 2007/2008 | Detroit Red Wings  | Konzultant                                                        |
| 2008/2009 | Chicago Blackhawks | Konzultant                                                        |
| 2009/2010 | Chicago Blackhawks | Konzultant                                                        |
| 2010/2011 | Chicago Blackhawks | Konzultant                                                        |
| 2011/2012 | Chicago Blackhawks | Konzultant                                                        |
| 2012/2013 | Chicago Blackhawks | Konzultant                                                        |
| 2013/2014 | Chicago Blackhawks | Konzultant                                                        |
| 2014/2015 | Chicago Blackhawks | Konzultant                                                        |
| 2015/2016 | Chicago Blackhawks | Konzultant                                                        |
| 2016/2017 | Chicago Blackhawks | Konzultant                                                        |
| 2017/2018 | Chicago Blackhawks | Konzultant                                                        |
| 2018/2019 |                    |                                                                   |